# Personaggi di Undead Unluck
Questo è un elenco dei personaggi che appaiono nella serie di manga Undead Unluck di Yoshifumi Tozuka e pubblicata da Shūeisha.

## Personaggi principali
Fuuko Izumo (出雲 風子?, Izumo Fūko)
Doppiata da: Moe Kahara
Una ragazza di diciotto anni che fa squadra con Andy. La sua abilità Unluck fa sì che chiunque le tocchi la pelle subisca un colpo di sfortuna, in proporzione all'intimità del contatto e dal suo rapporto con la persona in questione. A causa di ciò, all'età di otto anni, uccise accidentalmente i suoi genitori, insieme ad altre persone, in un incidente aereo, divenendo una reclusa per paura di danneggiare gli altri. In seguito agli eventi del Ragnarok diventa la nuova leader dell'Unione nel 101° loop, allenando sia i suoi poteri che le abilità fisiche in modo da poter combattere attivamente.
Andy (アンディ?, Andi)
Doppiato da: Yūichi Nakamura
Un uomo spericolato e ossessionato dal trovare un modo per uccidersi a causa della sua abilità Undead che gli impedisce di morire (anche di vecchiaia) tramite un'incredibile capacità rigenerativa, usandola anche per fare una moltitudine di cose, ad esempio sparare le falangi delle dita come proiettili. Si interessa a Fuuko per la sua capacità di portare sfortuna, seguendola e proteggendola nella speranza di riceverne una quantità tale da poter finalmente morire. Ha una carta (ovvero l'artefatto Remember) conficcata in testa che, una volta rimossa, rilascia una seconda personalità chiamata Victor. Una gag ricorrente è che i suoi vestiti finiscono sempre per essere distrutti, finché non doma l'UMA Clothes. Durante la missione contro Autumn viene reso un libro da Akira Kuno affinché lui e Fuuko potenzino le proprie abilità, eliminando la sua concezione che l'anima risieda nella testa (fino ad allora usata come punto focale per rigenerarsi) e permettendogli di ripristinare il proprio corpo da qualsiasi parte. Sopravvissuto al Ragnarok grazie alla sua abilità, Andy riesce a tenere sigillate le Master Rules all'interno del Sole così da impedire loro di ostacolare Fuuko nel formare la nuova Unione, indirizzando Fuuko verso gli ultimi membri per poi essere richiamato nella lotta contro Ruin, occupando il 2º posto della Tavola Rotonda.

## Unione
Juiz d'Arc (ジュイス＝ダルク?, Juisu Daruku)
Doppiata da: Mariya Ise
La leader e fondatrice dell'Unione che occupa il 1º posto della Tavola Rotonda. La sua abilità Unjustice costringe i bersagli a mettere in atto l'opposto del loro senso di giustizia quando si scopre gli occhi dal suo elmetto; come ipotizzato da Fuuko e in seguito confermato dalle Master Rule, Unjustice è diverso dalle altre negazioni, ed è ciò che ha consentito a Juiz di sconfiggere da sola le Master Rule in diverse occasioni. Dopo il tradimento di Billy rivela che il mondo è bloccato in un ciclo temporale e che ha conservato i suoi ricordi utilizzando un artefatto chiamato Ark, ovvero la stessa Tavola Rotonda, vivendo per milioni di anni accompagnata da Victor in modo da poter finalmente uccidere Dio. Nel loop finale si scopre che, essendo nata in un mondo dove non vi era ancora il concetto di sesso e genere, si è reincarnata in una giovane schermitrice emergente di nome Julia U. Stitia (ジュリアU.スティティア?, Juria U. Sutitia), proveniente da una ricca famiglia destinata originariamente a non avere figli e che sogna i ricordi dei precedenti loop, venendo fortemente influenzata dalla vita della sé stessa precedente nel diventare un politico per correggere i torti del mondo. Viene salvata da Fuuko dalle UMA Gold e Platinum, chiedendo alla ragazza cento duelli a scherma in cambio di farsi dire la verità dietro la figura di Juiz e vincendo nell'ultimo round.
Shen Xiang (シェン＝シアン?, Shen Shian)
Doppiato da: Natsuki Hanae
Un artista marziale cinese che occupa il 2º posto della Tavola Rotonda, molto vivace, guarda spesso il lato positivo della situazione, gli piace combattere e ama trovare persone forti con cui allenarsi. La sua abilità Untruth costringe i suoi bersagli a fare l'opposto di ciò che fanno, purché li guardi con almeno un occhio e gli sia inconsciamente affezionato, e che, purtroppo, si manifestò quando cercò di salvare sua sorella Mei da una caduta dopo essere stata spinta dal loro maestro Feng; porta anche con sé gli artefatti Bastone Nyon-Kinko, che può estendersi e contrarsi abbastanza a lungo da raggiungere lo spazio, e la nuvola cavalcabile Kinto-Un. Dopo essere morto combattendo contro il suo ex maestro, Mui usa l'artefatto Game of Death sottratto all'avversario per rianimarlo come jiangshi, perdendo la sua abilità di Negatore ma mantenendo le sue naturali abilità nelle arti marziali. Nel loop finale Shen viene preso fin da subito come discepolo da Feng su richiesta di Fuuko, ottenendo Untruth durante il torneo Tenraisai grazie ai membri dell'Unione e usandola per sconfiggere il suo maestro, per poi unirsi a loro occupando l'8º posto della Tavola Rotonda.
Mui (ムイ?)
Doppiata da: Yui Ishikawa
Subordinata e assistente di Shen, cui si è preso cura dopo la morte del fratello e verso cui prova rispetto (e più avanti amore) oltre a essere protettiva. È una ragazza gentile e molto premurosa con i suoi compagni. Sebbene non abbia abilità da Negatore compensa usando artefatti (nonostante il rischio di sovraccarico di memorie) e arti marziali finché, dopo la morte di Shen, non le viene trasferita Untruth. Nel loop finale perde contro Shen ai quarti di finale del torneo Tenraisai, per poi unirsi insieme a lui all'Unione. Durante il Ragnarok finale combatte insieme a Shen contro l'UMA Time ereditando la negazione Unfade, trasmessale da Feng durante lo scontro finale dell'Unione contro le Master Rule. Nel loop finale partecipa al torneo Tenraisai in modo da poter guarire il suo fratellino, divenendo la fonte della tragedia di Shen nel suo ottenere Untruth ma venendo salvata grazie all'intervento dell'Unione, cui entra a far parte per seguire il suo amato.
Tatiana (タチアナ?, Tachiana)
Doppiata da: Rie Kugimiya
Una ragazzina russa che occupa il 5º posto della Tavola Rotonda ed è premurosa verso i suoi compagni. La sua abilità Untouchable crea una barriera che la isola dall'esterno - con un foro che appare quando apre la bocca così da poter mangiare - ma è anche in grado di esercitare una forza in grado di schiacciare chiunque nei paraggi, come successe quando uccise accidentalmente i suoi genitori il giorno del suo quinto compleanno. Salvata da Billy mentre stava per essere venduta al mercato nero, Nico le costruì una tuta robotica sferica per contenere la sua abilità. Nel loop finale è divenuta una modella bambina che, però, col tempo si è sentita soffocare dal fatto che il suo successo le impediva di vivere come voleva. Viene salvata dall'Unione durante una sfilata di moda, impedendo che la sua abilità provochi un disastro ma permettendole di lasciare il mondo della moda senza rimpianti.
Top Bull Sparx (トップ＝ブル＝スパークス?, Toppu Buru Supākusu)
Doppiato da: Nobuhiko Okamoto
Un quindicenne brasiliano che occupa il 7º posto della Tavola Rotonda. La sua abilità Unstoppable gli garantisce una super velocità, così come saltare ad altezze incredibili e sferrare calci potenti, ma quando il suo corpo si ferma subisce un grave infortunio. In passato era un povero ragazzo che intendeva perdere una gara in modo che i suoi amici potessero avere una vita migliore con il premio in denaro, ma quando stava rallentando ricevette Unstoppable e si schiantò su di loro, provocando la morte di due e il ferimento di un altro. Raggiunto da Juiz, che le spiegò la natura del suo potere e di Dio, Top si unì all'Unione per riscattarsi in memoria dei suoi amici. Nel loop finale viene fermato un attimo dopo la manifestazione della sua abilità dall'Unbreakable di Haruka, la quale gli crea anche delle scarpe indistruttibili; ciò cambia anche la sua condizione di arresto in cui deve rompere qualcosa con un calcio. Quando sua madre contrae una grave malattia contagiosa vengono costretti a vivere fuori città, portando Top a rinnegare le regole della società che li ha emarginati rubando e procacciandosi da solo il cibo dagli animali nella foresta, almeno fino all'arrivo di Fuuko, la quale, tramite una frana provocata da Unluck che minaccia di travolgere la loro casa, riesce a fargli abbandonare le sue convinzioni egoistiche. Con l'improvvisa comparsa di Beast viene immediatamente selezionato come uno dei tre membri per affrontare la Master Rule, riuscendo a sconfiggerlo grazie agli incoraggiamenti dei precedenti portatori di Unstoppable e al nuovo Unbreakable di Haruka.
Haruka Yamaoka (?, 山岡 春歌, Yamaoka Haruka)
Una donna grande e muscolosa che occupa il 6º posto della Tavola Rotonda e tredicesima Isshin, ovvero un membro della sua famiglia di fabbri che riceve l'abilità Unbreakable con cui può forgiare armi e armature indistruttibili come la sua yoroi. Prova ansia e paura nel sentirsi non all’altezza di portare il nome Isshin, ma dimostra di essere una persona tranquilla, protettiva e con una grande cura per i compagni. Una gag ricorrente è che è troppo ansiosa per parlare e comunica attraverso segni o fogli. Suo nonno prende inizialmente il suo posto nel loop finale poiché è ancora una bambina quando Fuuko li recluta. Cresciuta e divenuta il nuovo portatore di Unbreakable, Haruka diventa molto più schietta ed emotiva rispetto al precedente loop. Riesce a evitare la tragedia di Top fermandolo appena dopo l’attivazione del suo Unstoppable e costruendogli delle scarpe resistenti, pur non approvando la sua nuova condizione di borseggiatore e tentando di catturarlo. Nella missione per sconfiggere Beast viene gravemente ferita dalla Master Rule, che ottiene anche il suo potere, finché, grazie alle anime dei precedenti portatori di Unbreakable, riesce a creare un'armatura per Top talmente resistente da distruggere quella dell'avversario.
Phil Hawkins (Firu Hōkinsu?)
Un ragazzo con un corpo fatto di artefatti che occupa il 4º posto della Tavola Rotonda. La sua abilità Unfeel nega i suoi sensi ed emozioni, permettendogli di usare artefatti senza subirne gli effetti collaterali come la bambola Entruster, divenuta parte del suo corpo e che converte in energia i sentimenti di chiunque l'abbia utilizzata ma portando alla debilitazione già al primo tentativo. Phil nacque su una stazione spaziale come parte del progetto "New Feeling", un esperimento inteso per vedere come le persone si adatterebbero nello spazio, e a causa di una malattia sua madre fu costretta a trapiantarne il cervello in un corpo robotico. Tuttavia, accadde qualcosa che causò la distruzione della stazione, con Phil come unico sopravvissuto grazie al risveglio della sua abilità da Negatore, per poi essere reclutato nell'Unione. Nel loop finale, con la realtà influenzata dall'UMA Galaxy che viene scelta come nuova Master Rule, l'emergenza viene causata da una forma di vita aliena alimentata da emozioni intense, portando Phil a manifestare Unfeel quando cerca di proteggere sua madre insieme a Fuuko e alla sua squadra, riuscendo a ottenere Entruster dalla pancia della loro regina e a eliminarli facilmente, per poi aiutare il gruppo ad atterrare sulla Terra occupando il 7º posto della Tavola Rotonda.
Nico Vorgeil (ニコ＝フォーゲイル?, Niko Fōgeiru)
Doppiato da: Kōji Yusa
Il miglior inventore dell'Unione che occupa l'8º posto della Tavola Rotonda. La sua abilità Unforgettable lo rende incapace di dimenticare qualsiasi informazione successiva alla sua manifestazione, ricordando tutto ciò che impara e sperimenta fin nei più piccoli dettagli. Pertanto la sua mente viene "schiacciata da una pila infinita di informazioni", ma è anche in grado di replicare gli stili di combattimento semplicemente copiando le posizioni e i movimenti con precisione. Combatte utilizzando dispositivi levitanti a forma di sfera chiamati Psycho Pods, su cui memorizza i ricordi non necessari e le informazioni sugli stili di combattimento, oltre a usarli come laser, mezzi di trasporto e per creare cloni di persone basati sui suoi ricordi chiamati "bambole astrali". Verrà posseduto da Ghost che, su richiesta di Ruin, gli farà vedere l'anima di Ichico, convincendolo a tradire l'Unione per poterla riavere ed eliminare, così, l'unico ricordo vivido che ha di lei, ovvero il momento della sua morte. Combatte contro Andy che, nel tentativo di neutralizzarlo, lo colpisce psicologicamente distruggendo il suo laboratorio in quanto ultimo lascito di Ichico, facendo, però, prendere a Ghost completamente il controllo ma liberandosi quando la stessa UMA infrange la propria regola usando l'anima di Fuuko come scudo e permettendo a Andy di finirli entrambi. Nel loop finale è il primo membro scelto da Fuuko per ricostituire l'Unione, passandogli le tecnologie usate dal su sé passato e i suoi vecchi aiutanti. Durante lo scontro con Language assiste al sacrificio di Ichiko e Feng riottenendo Unforgettable, "potenziandolo" tramite i ricordi delle sue precedenti vite che assimila da Apocalypse così da riportare i due in vita. Avendo appreso da Feng come controllare la propria anima, Nico diventa in grado di creare da essa costrutti simili a fili per connettersi con gli Psycho Pods e condividere istantaneamente i ricordi con i suoi compagni, riuscendo a sconfiggere la Master Rule per poi dichiararsi a Ichiko.
Chikara Shigeno (重野 力?, Shigeno Chikara)
Doppiato da: Ayumu Murase
Un ragazzino risvegliatosi come Negatore, la cui abilità Unmove nega il movimento di qualsiasi cosa guardi finché lui stesso non si muove, cosa che ha provocato accidentalmente la morte dei suoi genitori e venendo rapito dalla mafia per essere venduto a un'asta. Dal carattere facilmente spaventato e ansioso, dopo essere stato salvato da Fuuko e Andy inizia a mostrare coraggio e forza per affrontare le sue paure e proteggere chi gli è vicino, diventando l'11° membro della Tavola Rotonda. Nel loop finale la sua tragedia viene evitata grazie all'intervento dei membri dell'Unione inseritisi nella sua scuola, portandolo a maturare il suo sogno di diventare un fotografo piuttosto che continuare l'attività di famiglia nel loro ristorante e unendosi all'organizzazione insieme ai suoi genitori. In seguito occupa il 12º posto della Tavola Rotonda e, dopo essere stato accecato da Ruin, è in grado di imparare grazie a Billy a usare il suono come mezzo per vedere il mondo, il che gli consente di usare ancora Unmove.
Gina Chamber (ジーナチェンバー?, Jīna Chenbā)
Doppiata da: Aoi Yūki
Una sessantaseienne russa originaria di Irkutsk. Non riuscendo a farsi nessun amico e rimasta sola dopo la morte della nonna all’età di sedici anni, Gina iniziò a detestare l'atto del cambiamento nel mondo e questo forte sentimento risvegliò in lei l'abilità da Negatrice Unchange, che le permette di negare qualsiasi cambiamento negli oggetti inanimati - usata principalmente sul trucco per sembrare più giovane. Contemporaneamente la città venne attaccata dall'UMA Heat, facendole provocare accidentalmente il congelamento dell'aria e la morte di quarantamila persone per soffocamento. A seguito di questo incidente si unì all'Unione, rimanendo tormentata dalla disperazione per quello che aveva fatto, ma crescendo decise di voler diventare amica di tutte le persone incontrate dando loro dei soprannomi. Cinquant'anni fa si innamorò di Andy dopo averlo catturato, condividendo con lui i suoi pensieri e facendosi promettere che, una volta evaso, avrebbe esaudito il suo desiderio di morire. Viene uccisa proprio da Andy in modo che Fuuko possa unirsi all'Unione, morendo pacificamente quando il suo amato le dice di essere bella anche per come è veramente. Nel loop finale il suo villaggio viene salvato da Fuuko, Nico e Ichico, divenendo amica della ragazza e quarto membro dell'Unione occupando il 2º posto della Tavola Rotonda. Nella missione per sconfiggere Autumn viaggia nei ricordi di Fuuko, incontrando il fantasma della sua sé precedente che le insegna a padroneggiare l'uso di Unchange con cui sconfigge facilmente l'UMA. Con il ritorno di Andy gli cede il proprio posto nella Tavola Rotonda divenendo il 3º.
Void Volks (ボイド＝ボルクス?, Boido Borukusu)
Doppiato da: Kenji Nomura
Un campione di boxe dei pesi massimi che gli ha permesso di abbandonare la vita da senzatetto quando era ragazzo, noto per il suo stile selvaggio guidato dalla forza bruta e specializzato in KO con un colpo solo. La sua abilità Unavoidable gli permette di negare al suo avversario la capacità di schivare controllandone i movimenti muscolari quando assume una posizione di attacco, manifestatasi quando stava difendendo il suo terzo titolo dove, però, uccise il suo avversario e costringendolo a lasciare la boxe. Abbandonatosi all'alcol, grazie all'Unione ritrovò la sua vita in quanto le missioni gli permisero di sfruttare al massimo le sue capacità. Tuttavia, col passare del tempo divenne sempre più violento, tanto da asserire che i Negatori non facenti parte dell'Unione sono mostri al pari delle UMA. Rivestito di una tuta completamente meccanizzata, accompagna Shen per uccidere Fuuko e Andy, venendo sconfitto da quest’ultimo in quanto non può fermarne le capacità rigenerative. Nel loop finale la sua tragedia viene evitata da Fuuko che diviene la sua sfidante, permettendogli di lasciare la boxe senza rimpianti e occupando il 3º posto della Tavola Rotonda.
Ichico Nemuri (イチコ＝ネムリ?, Nemuri Ichico)
Originariamente una scienziata a Londra, Ichico manifestò la sua abilità da Negatrice Unsleep che le impedisce di dormire. Svenne in una stazione ferroviaria mentre si recava all'università per riferire le sue scoperte, venendo salvata da una persona che morì al suo posto. Contattata dall'Unione accettò di aiutarli, lavorando insieme a Nico come parte del team scientifico e innamorandosene. Ma gli effetti di Unsleep la stavano lentamente uccidendo, morendo in seguito a causa della troppa tensione esercitata per partorire la figlia Mico e traumatizzando Nico in quanto ricevette in quel momento Unforgettable. Il suo spirito viene usato da Ruin e Ghost per convincere il marito a tradire l'Unione così da poter stare di nuovo con lei. Nel loop finale viene salvata insieme al suo samaritano da Fuuko entrando nell'Unione, aiutandoli nell'individuare i pezzi mancanti per creare gli Psycho Pods di Nico e a salvare Gina. Dopo la riuscita della missione contro Autumn, Fuuko usa l'artefatto Soul Caliber per separarne l'anima dal corpo e le consiglia di praticare la proiezione astrale così da riposare fisicamente, salvandola dalla morte prematura. Durante lo scontro con Language riesce a evitare per un soffio di morire, decidendo in seguito di sacrificarsi insieme a Feng per far ottenere a Nico un Unforgettable migliorato evocando Apocalypse. Riportata in vita aiuta a sconfiggere la Master Rule, momento in cui viene a sapere da Nico che nel precedente loop erano sposati e avevano avuto Mico, decidendo infine di dichiararsi allo scienziato.

## Under
Billy Alfred (ビリー・アルフレッド?, Birī Arufureddo)
Doppiato da: Rikiya Koyama
L'ex capo del gruppo mercenario Horizon Balance, che combatté in diverse guerre per rendere il mondo un posto migliore come atto di espiazione per la morte di sua moglie e sua figlia. È cieco ma, di conseguenza, ha un udito migliorato. Durante una missione progetta di rubare l'artefatto Disc ai suoi garanti e usarlo per diventare l'unico nemico del mondo, così da crearne uno "giusto", col risultato, però, di provocare un bombardamento da cui ne escono solo lui, Tella e Creed. In seguito viene avvicinato da Juiz affinché si unisca all'Unione, occupando il 3º posto della Tavola Rotonda e facendosi conoscere come una persona simpatica e spensierata, ma più avanti li tradisce rivelandosi come il capo dell'organizzazione Under, fondata perché non crede che l'Unione (di cui alcuni membri ragazzini) possa sconfiggere Dio, manifestando una personalità fredda e calcolatrice. Inizialmente si crede che la sua abilità si chiami Unbelievable, permettendogli di sparare proiettili in diverse direzioni che colpiscono sempre il bersaglio, ma in realtà è Unfair, che nega l'equità dei Negatori di avere una sola abilità garantendogli il potere di copiarle, fintanto che il bersaglio lo vede come un nemico. Successivamente si scopre che il tradimento di Billy è solo uno stratagemma per acquisire le abilità dei suoi compagni così che non muoiano combattendo contro Dio. Nel loop finale Fuuko cambia l'esito della guerra a cui stava partecipando e, dopo un duello per capire se è degna di fiducia, si unisce all'Unione occupando il 4º posto della Tavola Rotonda, con Unfair che stavolta si attiva quando riconosce la forza di un nemico.
Rip Tristan (リップ＝トリスタン?, Rippu Torisutan)
Doppiato da: Yuki Kaji
Un chirurgo che perse la sua amata Leila durante un'operazione quando si manifestò la sua abilità Unrepair, che nega la capacità di curare qualsiasi ferita inferta, cosa che successe anche al suo occhio destro quando Latla lo salvò da un tentativo di suicidio, coprendoselo con una benda. Si unisce a Under per ottenere l'Ark, così da viaggiare nel passato e salvare Leila. Al posto delle gambe indossa l'artefatto Blade Runner, che crea lame quando calcia e gli permette di volare. Viene apparentemente ucciso da Andy, ma Feng lo resuscita in un corpo più giovane grazie all'artefatto Life is Strange, ritornando successivamente alla sua vera età grazie ad Anno Un. Nonostante i diversi momenti in cui è costretto a collaborare con l'Unione, Rip rimane fedele al proprio obiettivo, decidendo di costringere Andy a dargli i suoi punti missione in modo da attivare l'Ark, nonostante l'avvento del Ragnarok, ma perendo insieme a Latla, con la promessa, tuttavia, che nel prossimo loop la sua tragedia non si ripeterà. Nella nuova realtà, infatti, Fuuko riesce a salvare Leila grazie a Sean e Chikara durante l'attacco di Sick all'ospedale, con Rip che riesce anche a ottenere Unrepair e condividendo insieme a Latla Blade Runner per fronteggiare la Master Rule. In seguito decide di sposare entrambe le sorelle, così che tutti e tre possano condividere il sogno di restare sempre insieme, e si unisce all'Unione occupando l'11º posto della Tavola Rotonda.
Latla Mirah (ラトラ＝ミラー?, Ratora Mirā)
Doppiata da: Ikumi Hasegawa
La sorella indovina di Leila e la più cara amica di Rip. La sua abilità Untrust nega le sue previsioni facendo accadere il contrario di ciò che crede accadrà, oltre a reindirizzare gli attacchi che crede la colpiranno. Fu proprio questo a farle sbagliare il giorno propizio per l'operazione che avrebbe curato la sorella, finendo per farla morire a causa dell'Unrepair di Rip. Compresa la natura dei propri poteri, accompagna Rip per recuperare l'Ark e usarla per tornare nel passato e salvare Leila, ma durante il Ragnarok vengono battuti da Andy, con Latla che confessa i suoi sentimenti al compagno. Nel loop finale incontra Fuuko subito dopo aver predetto la morte della sorella, con la ragazza che le chiede la posizione dei suoi compagni tramite i suoi poteri e incaricandola di affinare questi ultimi. Durante l'attacco di Sick aiuta Rip condividendo con lui Blade Runner, permettendo ai loro attacchi di andare sempre a segno e di avere anche una difesa perfetta.
Feng Kowloon (ファン＝クーロン?, Fan Kūron)
Doppiato da: Toshiyuki Morikawa
Un artista marziale cinese e maestro dello stile Shin Hakkyoku, una variante dello Hakkokyuken (Bājíquán in cinese), che si rivela essere il vecchio mentore di Shen. Ossessionato dall'essere "il più forte di tutto il creato", Feng assunse dei discepoli da allenare, inclusi Shen e sua sorella Mei, con lo scopo di ucciderli per dimostrare la propria forza. Si rende responsabile della morte di Mei, spingendo Shen a diventare più forte così che un giorno si sarebbero sfidati. La sua abilità Unfade gli impedisce di morire di vecchiaia, ripristinando la propria giovinezza con l'artefatto Life is Strange, che manipola l'età di un oggetto al costo di far invecchiare l'utilizzatore dieci volte tanto. Si unisce a Under così da poter combattere contro Dio e per trovare e collezionare artefatti, tra cui il Bastone Zuishin Tekkan, in grado di assumere quattro forme, Game of Death, che riporta in vita come jiangshi coloro che ha ucciso, e Kokuto'un, una versione oscura di Kinto'un. Viene sconfitto dagli sforzi di Fuuko, Andy, Shen e Mui durante la missione per neutralizzare Summer e imprigionato, liberandosi durante il Ragnarok per aiutare nella battaglia contro Dio sconfiggendo Seal. Nel loop finale incontra ed è sconfitto da Fuuko, concordando di uccidere solo le UMA in cambio di sfidarla a ogni uccisione. Ricompare tramite l'attivazione di Unluck di Fuuko per sconfiggere Heat potendo combatterla di nuovo, ma, non capendo come funzionino i poteri della sua avversaria, viene di nuovo sconfitto dal suo Shin Hakkyoku. Ciò lo sorprende chiedendole come l'abbia imparato, con Fuuko che le rivela di Shen e consigliandogli di accoglierlo e addestrarlo, accettando ma giurando di uccidere entrambi in modo da poter dimostrare la sua visione idealizzata della forza. Viene, però, sconfitto proprio da Shen nelle finali del torneo Tenraisai, riempiendo il vuoto che si era creato fin da quando Unfade gli ha permesso di essere sempre al massimo della propria forza nei precedenti ventisei anni. Ingannato da Fuuko per aiutarla a impedire la tragedia di Chikara, Feng viene in seguito evocato da Ichiko durante lo scontro con Language e, tramite le proprie capacità, diviene in grado di percepire le anime con cui riesce a contrastare le manifestazioni della Master Rule. Quando, però, quest'ultima evoca delle proiezioni di Sun e Luna, rispettivamente il picco della forza fisica e spirituale, Ichiko lo convince a sacrificarsi in modo che Nico possa acquisire una comprensione sulle anime e farsi riportare in vita, con Feng che accetta affermando che ciò lo renderà più forte: infatti, una volta rianimato, la sua ritrovata conoscenza delle anime gli consente di scagliare un colpo che disintegra la falsa Luna, ripagando il debito seguendo il piano di Nico per sconfiggere definitivamente la Master Rule. Durante il Ragnarok finale interviene dopo che Shen e Mui portano Time a passare alla sua Fase 3, trasferendo Unfade alla ragazza per, poi, scontrarsi con la Master Rule che inizia a farlo invecchiare. Ciò nonostante Feng dimostra di essere ancora abile nonostante l'invecchiamento, riuscendo a finire il suo avversario e recuperando il tempo sottrattogli.
Creed Deckard (クリード・デッカード?, Kurīdo Dekkādo)
Doppiato da: Hiroki Yasumoto
Un tempo un capitano di una forza militare inviata a Bujora, in Sud America, per ottenere la super arma Disc con uomini inesperti e due obiettivi: eliminare cento nemici e combattere fino all'esaurimento delle munizioni. Tuttavia, la sua abilità Undecrease, che gli permette di creare copie di qualsiasi oggetto quando questo viene utilizzato, si manifestò, rendendogli impossibile completare la missione e rimandare i suoi uomini a casa. Combatté contro Billy e Tella fino allo sfinimento, decidendo in seguito di unirsi ai due nella formazione di Under con l'obiettivo personale di "prendere il controllo delle nazioni", a causa dell'abbandono dei suoi superiori. Nel loop finale lui e i suoi uomini vengono salvati dall'Unione proteggendoli da un bombardamento di entrambe le fazioni in guerra, aiutandoli a distruggere Disc per fermare il conflitto e unendosi all'organizzazione occupando il 5º posto della Tavola Rotonda.
Backs (バックス?, Bakkusu)
Doppiata da: Hina Kino
Una bambina dal carattere sorprendentemente educato e che indossa un costume da coniglio, motivo per cui si fa chiamare Bunny. La sua abilità Unback le permette di coprire il proprio bersaglio con un "guscio" a cui è connessa, che lo racchiuderà completamente e lo renderà incapace di "tornare indietro". Backs stessa sembrerebbe intrappolata permanentemente all'interno del suo costume da coniglio a causa di questa abilità, tragedia che verrà poi sventata da Fuuko nel loop finale.
Tella (テラー?, Terā)
Il radiotelegrafista di Billy durante i loro giorni da mercenari, la cui abilità Untell, che lo rende incapace di comunicare attraverso il corpo, si manifestò quando cercò di avvertire i suoi compagni feriti dell'arrivo di un gruppo di carri armati guidati da Creed, costretto a guardare con orrore il loro campo mentre veniva fatto saltare in aria. Da quel momento indossa una maschera che gli copre la parte inferiore del viso, e, dato che la sua negazione non influisce sulle azioni subconsce dell'utente (come il battito cardiaco o le onde cerebrali), Tella installò nel suo corpo degli altoparlanti collegati direttamente al suo sistema nervoso, con cui riesce a comunicare e a creare muri invisibili. Nel loop finale l'Unione riesce a salvare i mercenari, con Tella che decide di seguire Billy nell'organizzazione occupando il 6º posto della Tavola Rotonda, combattendo insieme a lui durante il Ragnarok finale contro l'UMA War.
Yusai (友才?, Yūsai)
Una samurai che in passato addestrò Andy finendo per innamorarsene, anche se lui rifiutò le sue avances. La sua abilità Undraw nega l'azione di trarre o estrarre qualcosa da qualcos'altro mentre si trova nelle vicinanze - anche le cose più banali -, impedendole di estrarre la sua katana e portandola a sviluppare delle tecniche speciali per poter attaccare con il fodero. Nel loop finale tiene impegnata un'UMA per una settimana fino all'arrivo di Fuuko e, per riconoscenza, Yusai la aiuta a reclutare il dodicesimo Isshin salvando il villaggio Kusaga dall'UMA che avrebbe ucciso il padre di Haruka. In seguito occupa il 9º posto della Tavola Rotonda.
Sadako Kurusu (来栖 貞子?, Kurusu Sadako)
Un'ex pop star conosciuta come Kururu, la cui abilità Unchaste fa sì che chi la osservi diventi suo prigioniero quando fa una posa o un gesto specifico, facendolo, però, correre verso di lei, cosa che l'ha portata ad abbandonare la sua carriera dopo che, durante un festival, causò una calca tra la folla con diversi feriti. Gli unici modi per evitare questa condizione è non conoscere l'amore o avere qualcuno che si ama veramente. Nel loop finale viene rintracciata durante lo Starline Festival in cui è presente anche Kaede Akashi, la madre di Fuuko, da cui quest'ultima apprende che, a differenza del precedente loop, le due erano diventate amiche e formato un duetto, ma il crescente divario nei loro talenti portò Kaede a rifiutare l'offerta di unirsi a Kururu in un'agenzia più grande e a intraprendere la carriera da solista. Influenzata da Soul per impedire che Kaede si metta insieme a Raita Izumo e, quindi, fortificare l'anima di Fuuko, indebolita durante lo scontro con Beast, la percezione e la portata della sua abilità cambiano drasticamente, tanto da arrivare a sostituire la memoria della persona amata della vittima con sé stessa (colpendo anche quelli che nel loop precedente ne erano immuni). Pur vincendo il festival non riesce, però, nel compito affidatole dalla Master Rule, per via dell'unicità dei sentimenti che Raita prova per Kaede, e viene invitata nell'Unione.
Enjin Banba (円陣 番場?)
Un ragazzo chef di ramen itinerante, il cui obiettivo è viaggiare nel mondo per creare il ramen perfetto che renda felici le persone, soprattutto sua madre. Tuttavia, non fu mai in grado di prepararlo dopo aver manifestato la sua abilità Unburn, che gli permette di negare il fuoco e la combustione entro una certa area; paradossalmente, però, fu proprio dopo essersi risvegliato come Negatore che riuscì a perfezionare il suo piatto. Apocalypse rende nota la sua posizione con la cattura di Eat per sette giorni, ma dato che l'Unione ha catturato anche Burn decidono di tralasciarlo, venendo in seguito reclutato da Under dove insegna a Rip la sua ricetta come un modo per commemorare sua madre. Durante la sua prigionia Fuuko ha modo di assaggiare il ramen di Enjin trovandolo assolutamente delizioso, usando questa conoscenza nel loop finale per prepararglielo prima che Unburn si manifesti, permettendogli così di unirsi all’Unione dove occupa il 13º posto della Tavola Rotonda.
Sean Datz (ショーン・ダッツ?, Shōn Dattsu)
Doppiato da: Kento Shiraishi
Figlio di un attore che ha sempre recitato in ruoli minori, desiderando, invece, quello principale nonostante il padre ne fosse comunque orgoglioso. La sua abilità Unseen, che lo rende invisibile quando chiude gli occhi, si manifestò durante un'audizione per recitare nel sequel di un film in cui recitava suo padre. Vergognandosi del suo potere che gli impediva di realizzare il suo sogno, Sean si nascose dalla società finché le voci sul suo conto non attirarono l'attenzione del capo di una banda brasiliana, che usò le sue capacità per derubare le persone. Apocalypse lo rende una missione di cattura con in palio la posizione dell'UMA Call, ma viene costretto forzatamente da Rip a unirsi a Under, dove gli viene innestato un terzo occhio artificiale in modo da poter vedere e contemporaneamente usare il suo potere. Accompagna Rip per fermare Andy e Fuuko dal catturare Autumn, cercando di eliminare la ragazza nonostante il divieto del compagno ma finendo per essere tagliato a metà quando Andy ricompare dal libro formatosi dal suo corpo. Nel loop finale viene trovato dall'Unione per aiutarli nella guerra a Bujora, con Fuuko che nota quanto presto sia nato in questo nuovo ciclo e chiedendosi se era la sua anima a volerlo così da incontrarsi più velocemente. Tenta di scappare durante la missione, ma le parole gentili di Fuuko, così come i ricordi della sua infanzia non ancora svaniti, gli permettono di utilizzare Unseen in un modo nuovo: rendere invisibili anche le persone a cui tiene, permettendo a Fuuko di avvicinarsi di soppiatto e mettere fuori combattimento Creed. In seguito si infiltra insieme a Gina sul razzo per la missione di recupero di Phil, con la ragazza che lo aiuta ad allenarsi nel reinterpretare il suo potere per diventare non rilevabile da qualsiasi cosa, eludendo il sensore del limite di peso. In seguito occupa il 10º posto della Tavola Rotonda.

## UMA
Soul (ソウル?, Sōru)
UMA che incarna le anime e prima Master Rule nonché prima regola del mondo creata, apparendo come un bell'uomo alto e snello vestito di nero e dagli occhi vivaci, i quali si ottenebrano quando diventa serio; nonostante tutto possiede un'indole giocosa per le cose che lo interessano. A differenza di tutte le altre UMA, tuttavia, non è stato creato da Sun ma da Luna e per uno scopo sconosciuto anche a lui; inoltre, vede l'umanità come un degno avversario contro cui combattere non sottovalutandone il potenziale. In quanto manifestazione fisica delle anime, Soul è in grado di manipolare la propria creando diversi oggetti con essa. Si interessa a Fuuko quando quest'ultima entra nella Master Room e riesce a non vacillare mentre cerca di metterne in discussione le azioni, rivelandole come Andy si trovi sul Sole e li abbia sempre intrappolati al suo interno ma che ora la sua presa si sta indebolendo. Quando Apocalypse contatta le Master Rules per scegliere due di loro come rappresentanti per le nuove missioni in tre minuti, Andy cerca ancora di impedire loro di fuggire, con Soul che è l'unico a non essere incatenato dalle sue catene d'anima e cercando di sbarazzarsene così da liberare tutti loro. Sorprendentemente scopre che Andy riesce a tenergli testa, nonostante non sia il suo contenitore, fino alla fine del conto alla rovescia, definendolo il Negatore più forte del loop attuale.
Death (デス?, Desu)
UMA di tipo Concetto che incarna la morte e seconda Master Rule, apparendo come una suora in posizione di preghiera. Nonostante la sua posizione ha un comportamento gentile ma può essere molto emotiva, ad esempio rattristandosi dopo che Change le fa notare come "puzzi di sangue e budella". Essendo l'incarnazione stessa della morte, può uccidere istantaneamente chiunque semplicemente toccandolo ed è armata di una falce dalla lama nera seghettata, il cui manico attorcigliato forma il suo nome. Durante il Ragnarok finale attacca Andy e Fuuko insieme Luck, venendo, però, uccisa dall'Unjustice di Julia.
Change (チェンジ?, Chenji)
UMA di tipo Fenomeno che incarna il cambiamento e terza Master Rule, apparendo come una donna seducente ma dalliespressione aggressiva e con due ciocche di capelli che ricordano i filamenti di DNA. Il suo potere è quello di poter cambiare lo stato di qualunque cosa e di "cambiare in potere" qualunque danno subito, conferendole abbastanza forza da permetterle di entrare in Fase 3 dove le sue ciocche si avvolgono attorno al corpo e diventano più grandi, distorte e meno definite. Attacca Fuuko, Gina, Nico e Enjin mentre tentano di recuperare Andy sul Sole, tentando di liquefare le loro tute e riconoscendo la portatrice di Unchange come suo contenitore. Durante il Ragnarok finale combatte contro Gina, venendo uccisa quando, indebolita dall'Unjustice di Julia, viene tagliata a metà dalla sua avversaria.
Luck (ラック?, Rakku)
UMA di tipo Concetto che incarna la fortuna e quarta Master Rule, apparendo come un bambino dai capelli chiaro-scuri vestito con una felpa nera e un'aureola a forma di ruota a raggi sopra la testa. Generalmente è rilassato e infantile, stringendo un forte legame con Death - rispecchiando quello tra Fuuko e Andy. Durante il Ragnarok finale attacca Andy e Fuuko insieme a Death, venendo però ucciso da un colpo di spada di Julia.
Justice (ジャスティス?, Jasutisu)
UMA di tipo Concetto che incarna la giustizia e quinta Master Rule, apparendo come un cavaliere in armatura a piastre da cui traspare solo un occhio luminoso all'interno dell'elmo e brandisce una spada a due mani. Nella Fase 3 si ingigantisce, l'armatura diviene più elaborata e l'elmo una visiera, rivelando una folta coda di cavallo e la parte inferiore del viso; oltre alla spada, inoltre, possiede uno scudo. Durante il Ragnarok finale combatte contro Yusai, entrando nella Fase 3 dopo essere stato disarmato dalla sua avversaria e in seguito ucciso da Victor e Julia.
War (ウォー?, Wō)
UMA di tipo Concetto che incarna la guerra e sesta Master Rule, apparendo come un uomo imponente con un'uniforme militare ornata da varie medaglie, delle cuffie ingombranti che gli coprono le orecchie e la metà sinistra della faccia bruciata fino all'osso (da cui esce il fumo del suo sigaro) mentre l'altra presenta varie cicatrici. Possiede la personalità tipica di un generale, mostrandosi estremamente severo e tende ad arrabbiarsi quando le cose non vanno come vorrebbe, e apprezza il brivido della battaglia, affermando che la parte migliore è quando fa emergere la forza e la depravazione delle persone. È in grado di creare qualsiasi arma da guerra parlando al suo ricetrasmettitore che sparano al suo comando, non avendone più bisogno in Fase 3 dove aumenta di dimensioni, il suo volto è completamente scheletrico e il corpo è ricoperto da diverse armi. Ostacola il gruppo di Fuuko di ritorno dal Brasile nell'aiutare Nico e Ichiko contro Language inviando i suoi piccoli dalle fattezze di jet da combattimento con caratteristiche animali. Durante il Ragnarok finale combatte contro Billy e Tella, e nonostante entri in Fase 3 per mettere in difficoltà i suoi avversari viene ucciso quando Billy copia l'appena risvegliato Unjustice di Julia.
Time (タイム?, Taimu)
UMA di tipo Concetto che incarna il tempo e settima Master Rule, apparendo come un vecchio vestito elegantemente con una fedora, un bastone e un orologio da tasca, ma in Fase 3 ringiovanisce drasticamente, ottenendo dei capelli più lunghi, due collane aventi rispettivamente una clessidra e quattro orologi da tasca, e altri due orologi giganti appesi ai fianchi; inoltre, utilizza un enorme martello a forma di clessidra. A differenza di Beast, Time non vede le Master Rules come un modo ideato da Dio per far soffrire gli esseri umani, ma per rendere il comportamento umano più interessante e costringerli ad agire nel gioco da lui progettato. È in grado di manipolare il flusso del tempo a piacimento, sia individualmente che collettivamente. Una volta libero utilizza i suoi poteri per innescare il Ragnarok in anticipo, combattendo contro Shen e Mui, e mettendoli in difficoltà grazie al suo potere di invecchiamento. Dopo essere entrato in Fase 3 combatte contro Feng che, nonostante trasferisca Unfade a Mui e, di conseguenza, inizia a invecchiare a vista d'occhio, riuscirà comunque a ucciderlo.
Language (ランゲージ?, Rangēji)
UMA di tipo Concetto che incarna il linguaggio e ottava Master Rule, apparendo come una ragazza dai capelli scuri intrecciati e sopracciglia circolari con occhiali e una corona spaccata che ricorda la torre di Babele. Ama molto la lettura, dato che la si vede sempre con un libro in mano, ma è comunque avversa agli umani, considerandoli poco più che oggetti da usare, e quando mostra la sua sete di sangue i suoi denti diventano zanne affilate. È in grado di creare manifestazioni fisiche di qualsiasi parola e rimuovere la capacità delle persone di usare il linguaggio per mezza giornata, arrivando potenzialmente a causare il collasso della civiltà e aumentandone la durata nella Fase 3, in cui assume una forma adulta dove perde gli occhiali mentre la corona diventa più alta e integra. Apocalypse la rende una missione di neutralizzazione con in palio l'unificazione di tutte le lingue in quella inglese, venendo sconfitta da Nico e rimanendo per questo sorpresa di essere caduta per mano di qualcuno che non fosse Juiz, promettendogli nei suoi ultimi momenti che si sarebbero rincontrati. Nel loop finale Apocalypse la rende una missione di neutralizzazione con in palio l'aggiunta di due posti nella Tavola Rotonda. Si infiltra nella base dell'Unione per uccidere Ichico Nemuri, la quale, grazie alla sua esperienza nella proiezione astrale, possiede la maggiore conoscenza riguardo alle anime atta a sbloccare il potenziale latente dei Negatori, bloccando anche la capacità di parlare al gruppo di Fuuko prima che rivelino la loro scoperta. Inoltre, approfitta della situazione per prendersi la sua rivincita su Nico, scoprendo, però, che non possiede ancora Unforgettable e cercando di fargliela acquisire attentando a Ichiko, per poi sfidarli a una partita di Shiritori ma usando tutte le 7000 lingue del mondo. L'arrivo di Feng Kowloon la porta, però, a passare alla sua Fase 3 in cui aggiunge la regola di usare due parole, evocando due proiezioni imperfette di Sun e Luna. Nonostante il vantaggio Ichico e Feng riescono a ribaltare la situazione sacrificandosi e permettendo a Nico di risvegliare Unforgettable in una versione migliorata, riportando in vita i suoi compagni e sconfiggendo la proiezione di Luna facendo regredire la Master Rule alla Fase 2. Decisa a uccidere i suoi avversari Language usa Sun per scatenare una supernova, ma la proiezione viene portata nientemeno che nella Master Room prima che possa esplodere. Indebolita ma soddisfatta, Language decide di usare il suo ultimo turno nella partita per usare la parola "Matrimonio", scomparendo ma regalando a Nico e Ichico due fedi nuziali.
Beast (ビースト?, Bīsuto)
UMA che incarna le bestie e nona Master Rule, apparendo come un uomo abbronzato dotato di denti aguzzi e rivestito da una pelliccia di lupo. Come suggerisce il nome, Beast ha una natura selvaggia e crede nella legge del più forte, secondo cui i deboli sono solo cibo per i forti, ma ha anche molto a cuore la natura. È in grado di assimilare le capacità di qualcuno mangiandone la carne - e per estensione l'anima, cui sono impressi ricordi ed esperienze - aggirando le condizioni di attivazione e permettendogli di utilizzarle immediatamente - con la sua pelliccia che ne assume le caratteristiche; inoltre, usando la propria anima, può creare catene dell'anima connettendosi agli animali vicini e controllandoli, e più a lungo rimane sulla Terra più appariranno intorno a lui (anche quelli non presenti nell'area circostante). Apocalypse lo rende una missione di neutralizzazione con in palio l'aggiunta di due posti nella Tavola rotonda, venendo affrontato da Fuuko, Haruka e Top, i quali, dopo un iniziale svantaggio, riescono a metterlo in difficoltà dopo aver scoperto di poter usare il potere delle anime. Costretto a passare alla Fase 3, in cui può evocare animali estinti dotati delle abilità che ha assimilato ma non potendo controllarli, Beast viene infine sconfitto da Top dotato di un'armatura di Unbreakable più dura di quella che la Master Rule ha assimilato.
Sick (シック?, Shikku)
UMA che incarna la malattia e decima Master Rule, apparendo come un essere umano dalla corporatura snella, lunghi capelli neri e con indosso dei pantaloni a cerniera. Si comporta come un direttore d'orchestra, vedendo l'agonia degli umani infettati dai suoi poteri come "musica", e crede di essere l'unica regola in grado di "lasciare che questo mondo giri magnificamente", pur avendo un complesso di inferiorità essendo considerato tra le dieci la Master Rule più debole. Fedele al suo nome Sick ha il potere di far ammalare gli esseri umani, sia tramite la sua presenza che con i suoi piccoli i quali appaiono come sfere nere fluttuanti in grado di dividersi quando vengono tagliati, rafforzando il suo potere. Appare nell'Ospedale Iseult dove viene fronteggiato dall'Unione insieme a Rip e Latla - cosa che lascia il suo corpo diviso ma ancora vivo - fino all’intervento di Andy, portando Move a interrompere il combattimento rimandandolo nella Master Room. Durante il Ragnarok finale viene di nuovo affrontato da Rip e Latla, fino all'intervento di Tatiana e Backs, venendo sigillato da quest'ultima.
Move (ムーブ?, Mūbu)
Doppiato da: Shouta Yamamoto
UMA di tipo Concetto che incarna il movimento, capace di creare delle fratture per potersi spostare da un luogo all'altro. La sua testa sembra un dado a dieci facce con numeri romani su ciascuna di esse mentre sulle sue braccia sono presenti dei motivi simili a percorsi a caselle di un gioco da tavolo con delle pedine. Adora i combattimenti, divertendosi a osservarli. Fu catturato e domato da Juiz divenendo il principale mezzo di spostamento dell'Unione, ruolo che riprenderà nel loop finale tramite Fuuko.
Clothes (クローゼス?, Kurōzesu)
Doppiato da: Jun Fukushima
UMA di tipo Concetto che incarna l'abbigliamento, in grado di assumere l'aspetto di qualsiasi vestito adatto al gusto delle persone per, poi, possederne il corpo controllandone i movimenti, amplificandone la forza oltre i propri limiti. Possiede una personalità facilmente irascibile e piena di sé. Fugge dalla cella in cui era tenuto ma verrà domato da Andy, lamentandosi per il desiderio di quest'ultimo di avere abiti in grado di ripararsi immediatamente sotto forma di uno smoking.
Spoil (スポイル?, Supoiru)
Doppiato da: Nobuo Tobita
UMA di tipo Fenomeno che incarna il deterioramento e il decadimento, con la capacità di maledire le persone entro un certo campo tramite un timer che, quando raggiunge lo zero, le trasforma in zombi, ma se una persona dimostra di avere a cuore un proprio desiderio il timer si resetta. Nella Fase 1 si presenta come un enorme umanoide viola la cui faccia (da cui traspare solo la bocca) è una statua d'angelo della chiesa di Longing, mentre nella Fase 2, dopo aver assimilato diversi zombi, ottiene due ali e un volto più umano e ciclopico con diverse punte sul lato destro, oltre a poter sparare un raggio laser che disintegra all'istante qualunque cosa e un campo intorno al corpo che fa decadere gli esseri viventi. Adora guardare le persone morire, ritenendo la morte una cosa meravigliosa nel ciclo della vita. In un loop precedente combatté contro Victor, Juiz, Void e Gina. Apocalypse lo rende una missione di cattura con in palio la posizione di Unrepair, venendo catturato da Fuuko, Andy e Shen, anche se la cattura effettiva la esegue Victor. Viene usato da Juiz (essendone terrorizzato) per combattere contro Billy, dimostrando di tenere testa a Burn e riuscendo a deteriorare parte del corpo del capo di Under.
Galaxy (ギャラクシー?, Gyarakushī)
UMA di tipo Concetto che incarna le galassie, apparendo come un corpo umanoide muscoloso e trasparente attraverso il quale si possono vedere lo spazio e i pianeti, con la Terra situata al centro della sua faccia. Apocalypse lo aggiunge come novantanovesima penalità nel 100° loop, portando alla creazione dell'intera Via Lattea, dei giorni della settimana e del concetto di alieni, i quali, dopo aver attaccato la Terra subito dopo l'aggiunta dell'UMA, vengono sconfitti dall'Unjustice di Juiz. Nel loop finale Galaxy verrà promossa a 100° Master Rule, consentendo alle stelle e agli alieni di esistere fin dall'inizio e influenzando notevolmente la tragedia di Phil.
Burn (バーン?, Bān)
Doppiato da: Ryunosuke Watanuki
UMA di tipo Fenomeno che incarna il fenomeno del bruciare, con il corpo di dimensioni enormi costantemente in fiamme. Apocalypse lo rende una missione di cattura con in palio l'undicesimo seggio della Tavola Rotonda, venendo catturato da Juiz, Tatiana, Billy, Isshin, Phil e Top, con Juiz che infonde la propria spada col suo potere. Viene liberato durante il tradimento di Billy con cui ruba la Tavola Rotonda, decidendo di seguirlo in quanto avrebbe esaudito il suo desiderio di poter incontrare il suo creatore. Nel loop finale Apocalypse lo rende una missione di cattura con in palio la posizione dell'artefatto Silent Voice, venendo catturato da Enjin, Tella e Creed.
Kain (ケイン?, Kein)
UMA dall’aspetto di una gigantesca orca dotata di tre occhi, quattro pinne e due code che agisce come mezzo di trasporto oceanico di Under, dato che il suo interno è così grande da ospitare un edificio, e a differenza delle normali balene che necessitano di respirare ogni 5-90 minuti può farlo solo una volta al giorno. Nel 101° loop è tra le prime missioni di Apocalypse rifiutate da Fuuko, dove si scopre che il suo vero nome è Kindness.
Autumn (オータム?, Ōtamu)
Doppiata da: Kimiko Saito
UMA di tipo Concetto che incarna la stagione dell'Autunno, apparendo come un insetto con tratti da ragno e cicala dotata di sei occhi che nasconde tramite una maschera, facente parte di un resistente esoscheletro. Ha la capacità di trasformare le persone che impala con le sue sei zampe in libri di cui si ciba per acquisire conoscenza e diventare sempre più grande, ed è in grado di generare dei cuccioli simili a ragni per poterle rapire. Nella Fase 2 assorbe i suoi cuccioli ottenendo sembianze femminili e la capacità di volare. Apocalypse la rende una missione di cattura con in palio l'aggiunta dell'UMA Ghost, venendo affrontata da Fuuko e Andy che uniscono le forze con Rip, Latla e Backs, e riuscendo a catturarne il nucleo grazie all'intervento di Akira Kuno. Nel loop finale Autumn diventa la prima missione che Fuuko accetta con in palio il terzo posto della Tavola Rotonda, usando la missione per far prendere a Gina confidenza con Unchange riuscendo a battere facilmente l'UMA.
Summer (サマー?, Samā)
UMA di tipo Concetto che incarna la stagione dell'Estate, apparendo come il guscio sferico di un fuoco d'artificio da cui fuoriescono i suoi cuccioli che, divorando sostanze infiammabili come la polvere da sparo, diventano più grandi, e unendosi a essi raggiunge la Fase 2 dove diventa un gigantesco drago cinese. Apocalypse lo rende una missione di neutralizzazione con in palio la posizione del nuovo Negatore di Unchange. Situato a Taiwan, Summer viene aiutato a raggiungere la Fase 2 da Feng per poterlo combattere al massimo della sua forza, venendo tuttavia battuto da Fuuko, Andy, Shen e Mui i quali riescono a distruggere l'UMA grazie anche all'aiuto di Tatiana, Top e Chikara. Nel loop finale Apocalypse lo rende una missione di cattura con in palio la posizione dell'artefatto Harlequin, venendo catturato da Shen, Phil, Void e Yusai.
Winter (ウィンター?, Uintā)
UMA di tipo Concetto che incarna la stagione dell'Inverno, apparendo come un gigantesco blocco di ghiaccio simile a un diamante con al centro una sfera nera. Fedele alla propria natura Winter controlla le basse temperature, riuscendo a generare tempeste di neve. Apocalypse lo rende una missione di neutralizzazione con in palio la posizione dell'artefatto Remember. Localizzato da Billy sul monte Ararat, viene usato come ostaggio nei confronti dell'Unione affinché resti l'ultima UMA delle quattro stagioni in modo da negarne la ricompensa. Quando Fuuko si consegna volontariamente a Under, Billy ordina a Burn di distruggere Winter e fermare l'inverno globale dovuto alla scomparsa di Summer.
Spring (スプリング?, Supuringu)
UMA di tipo Concetto che incarna la stagione della Primavera, apparendo come un grosso oni con un parasole e una scatola sulla schiena contenente gli artefatti che ha collezionato, i quali sono più che altro dei giochi: infatti, Spring si dimostra molto fiducioso delle proprie capacità, definendosi fortunato, e nonostante la sua natura vuole giocare con gli umani. Ha la capacità di trasformare le persone in alberi di fiori di ciliegio quando vengono toccate dai petali o rimangono nel suo territorio per trenta minuti. In passato fece amicizia con Tesshu Isshin, che in cambio di giocare con lui lo istruì sul mondo, oltre a far cambiare la prospettiva funesta delle persone sulla Primavera quando difese lo shogunato in modo incruento grazie al suo Unbreakable. Tuttavia, Spring fu costretto da Dio a passare alla sua Fase 2 sfidando le persone e reclamandone le vite quando perdevano. Isshin, gravemente ferito, si rifiutò di ucciderlo e decise di sfidarlo a uno dei suoi giochi ma perdendo di proposito, con Spring che decise di onorarne la promessa di continuare a vivere finché non avrebbe trovato qualcuno che volesse davvero giocare con lui. Apocalypse lo rende una missione di neutralizzazione con in palio la posizione dell'artefatto Aegis, dove diviene l’obiettivo sia dell'Unione che di Under finché Fuuko decide di sfidarlo in tre round in cambio della liberazione delle sue vittime, riuscendo a empatizzare con Spring in modo da poterlo colpire con Unluck. Nel momento in cui Spring ricorda i suoi veri sentimenti verso gli umani Dio ne prende ancora una volta il controllo, entrando nella Fase 3 in cui diventa un gigante in grado di trasformare qualunque cosa in alberi di ciliegio, venendo liberato da tutti i membri dell'Unione e Under che lo salutano con una festa di addio.
Ghost (ゴースト?, Gōsuto)
UMA di tipo Fenomeno che incarna i fantasmi, apparendo appunto come un essere spettrale coperto da un telo bianco fissatogli con dei chiodi. Adora banchettare con le anime delle persone, cercando di infondere disperazione alle sue vittime così da possederle e passare alla sua Fase 2 dove è in grado di rubare pezzi d'anima. Viene aggiunto da Apocalypse come ricompensa per la cattura di Autumn, riuscendo così a salvare Fuuko sotto forma di anima ma che, poi, decide di rapire per mangiarla più tardi. Diventa amico di Ruin che gli offre le anime delle persone che ha ucciso, il quale lo invia a "fare amicizia" con Nico mostrandogli l'anima della moglie Ichico, portandolo a tradire l'Unione con la speranza di riportarla in vita. Fusosi con Nico, Ghost riesce a prenderne completamente il controllo quando Andy provoca al suo ex compagno un crollo emotivo, ma quando utilizza anche la proiezione astrale per riuscire a danneggiarlo decide di farsi scudo con l'anima di Fuuko. Questo porta alla rottura della sua stessa regola, permettendo a Nico di resistergli e separare la ragazza dal suo corpo così da permettere a Andy di finirli entrambi. Nel loop finale Ghost è la prima penalità a essere introdotta da Apocalypse dopo che Fuuko salta le prime missioni, usando la proiezione astrale che ne deriva per aiutare Ichico ad aggirare gli effetti di Unsleep e permettere al suo corpo di riposare.
Heat (ヒート?, Hīto)
UMA di tipo Fenomeno che incarna il calore, con il corpo composto da tubi di gas in grado di innalzare la temperatura provocando la combustione. Nel 100° loop attaccò il villaggio di Gina, portandola a manifestare Unchange e uccidendo accidentalmente quarantamila persone per asfissia. Nel 101° loop la tragedia viene evitata da Fuuko, Nico e Ichico, con la prima che usa un proiettile imbevuto di Unluck per disintegrare l'UMA tramite l'arrivo di Feng, usandola a sua volta sul suo nuovo avversario che fa finire Heat vicino a una perdita di gas provocando un'esplosione. Viene preso in custodia dall'Unione, utilizzando il suo potere per proteggere le tute spaziali durante la missione per localizzare Andy sul Sole.
Colour (カラー?, Karā)
UMA di tipo Concetto che incarna i colori, con il corpo composto da pittura coperto da un mantello simile a un tappeto e la testa da una tavolozza per colori e due trecce a forma di pennelli. Manipolando i colori è in grado di assumere qualunque forma desideri. Si presenta alla scuola di Chikara durante il giorno del diploma, costringendo l'Unione a cancellare immediatamente i loro ricordi dalle persone per poterla affrontare liberamente e venendo fermata grazie all'Unmove del ragazzo.
Gold (ゴールド?, Gōrudo) e Platinum (プラチナ̄?, Purachina)
UMA gemelle di tipo Fenomeno incarnanti rispettivamente i metalli dell'oro e del platino, apparendo come esseri torreggianti rivestiti di armature del rispettivo materiale - con il primo che possiede i tratti tipici di un re. Gold appare davanti a Julia e alla sua amica Anna, manipolando quest'ultima creando innumerevoli tesori per estorcerle ciò che sa su Juiz. Prima che Anna possa rivelare qualcosa Julia sfida l'UMA a duello per proteggere l'amica, ma prima che possa attaccarla Gold viene improvvisamente steso da Fuuko e Gina. Platinum comparirà subito dopo per vendicare il fratello, ma viene sconfitto altrettanto velocemente da Shen e Mui, sopraggiunti subito dopo.

## Dio e Regolatori
Sun (サン?, San)
Il principale antagonista della serie, conosciuto principalmente come Dio. È un essere eccessivamente malevolo e sadico, credendo che le regole siano creazioni superiori, avendo creato le UMA per tormentare il mondo e i Negatori facendoli soffrire con tragedie, le quali portano sfortuna a loro o alle persone a cui tengono. La sua stessa presenza fa sì che tutto ciò che lo circonda si sciolga e bruci, poiché il suo "corpo" è una manifestazione della stella stessa, ed è in grado di generarne diversi all'infinito. Eliminarlo è l'obiettivo principale dell'Unione. Nel loop finale, una volta che Andy sceglie di non trattenere più le Master Rules, Time anticipa il Ragnarok con i suoi poteri portando Sun ad agire, questa volta per distruggere la Terra colpendone il nucleo, e protetto dalle rimanenti Master Rules che orbitano attorno al suo corpo.
Luna (ルナ?, Runa)
Il secondo Dio responsabile della creazione del mondo, con un atteggiamento calmo e difficilmente turbabile. A differenza di Sun, crede che le persone siano creazioni superiori alle regole e ha creato gli artefatti per aiutarle; ciò nonostante rimane insensibile e indifferente alla sofferenza che subiscono i Negatori. È anche personalmente responsabile del monitoraggio dell'Ark, controllando i punti che consentono di eseguire il loop. Una volta iniziato il Ragnarok finale imprigiona nuovamente le Master Rules all'interno di sfere simili a satelliti intorno a Sun come ultima linea difensiva di quest'ultimo.
Ruin (ルイン?)
Un Negatore a cui è stato concesso il titolo di Regolatore, e per questo autoproclamatosi amato da Dio e "Re dei Negatori", cercando di spazzare via l'Unione per garantire la distruzione della Terra. La sua abilità Unruin (da cui prende il nome) impedisce al suo corpo di "cadere in rovina" annullando tutti i danni degli attacchi, ma, come gli fa notare Billy, non è allo stesso livello dell'Undead di Andy in quanto non può prevenire la morte, dato che non era mai apparso nei precedenti loop; inoltre, possiede le UMA Blood e Shadow, con cui può rispettivamente manipolare il suo sangue e muoversi attraverso le ombre, ed essendo fuse a lui condividono gli effetti della sua abilità. Compare subito dopo la sconfitta di Spring uccidendo Fuuko, per impedire che il suo potere venga utilizzato per contrastare Dio, e in seguito diverse persone così da farsi amico Ghost e usarlo per indebolire l'Unione. Attira Andy lontano dalla base, cercando di sbarazzarsene insieme a Seal fino all'arrivo di Rip, per poi procedere a distruggere la Tavola Rotonda e annullare il prossimo loop ma venendo fermato da Tatiana e Billy fino alla distruzione del mondo. Nel loop finale viene usato da Soul (che potenzia la sua rigenerazione al pari di quella di Andy grazie alla sua conoscenza delle anime) per uccidere ancora Fuuko subito dopo aver prevenuto la tragedia di Tatiana. Stavolta, però, la ragazza riesce a resistere fino all'intervento di Andy e, usando entrambi i proprio poteri, lo intrappolano in un ciclo di sfortuna continuo, permettendo a Blood e Shadow di poter restare con lui.
Seal (シール?, Shīru)
UMA di tipo Concetto che incarna l'atto del sigillare, a cui è stato concesso il titolo di Regolatore e aspira a essere il "Re delle UMA". Ha la capacità di sigillare ogni cosa avvolta nelle pergamene che ricoprono il suo corpo e di utilizzarne i poteri, siano essi Negatori o UMA. Viene creato da Dio per contrastare Andy quando questi continua a eliminare molte UMA (e di conseguenza le loro regole) nella sua ricerca di Ruin. Durante il loro combattimento assorbe diversi UMA e Lucy, cosa che, per via dell'Unhealthy di quest'ultima, lo fa starnutire e portando Andy a lasciarsi sigillare in modo da colpirlo usando la proiezione astrale, fino all'arrivo di Rip che distrugge i sigilli di Andy e Lucy. Con l'avvento del Ragnarok si dirige insieme a Ruin alla base dell'Unione per distruggere la Tavola Rotonda, tentando di distruggere l'ultimo cancello creato con Unbreakable ma venendo inseguito da Phil. Riesce a impossessarsi di Move, usando il suo potere per inseguire Top e Isshin e ferendoli, venendo poi sconfitto da Feng.

## Altri
Mico Vorgeil (ミコ゠フォーゲイル?, Miko Fōgeiru)
Doppiata da: Miyari Nemoto
Scienziata dell'Unione e figlia di Nico, dimostrandosi abbastanza amichevole a differenza del padre riservato e con capacità intellettive seconde solo a lui. Quando Nico tradisce l'Unione a causa di Ghost che promette il ritorno dell'anima di sua moglie Ichico, Mico è l'unica del team scientifico a salvarsi grazie a Bow, che la dà priva di sensi a Andy. Una volta ripresasi aiuta a far rivivere Fuuko, scusandosi con il padre per non essere stata in grado di salvarlo prendendo il posto di Ichico, ma è Nico a chiarire che la colpa è solo sua per non essere riuscito a lasciare andare sua moglie. In seguito aiuta Creed e Phil a pilotare un enorme cannone alimentato dall'energia della Terra per respingere Sun e far guadagnare tempo a Fuuko per attivare il loop.
Akira Kuno (久能 明?, Kunō Akira)
Doppiato da: Yumi Uchiyama
Durante la sua giovinezza Akira crebbe e visse solo con sua madre, la quale gli leggeva i manga prima di andare a dormire e portandolo a creare le sue storie per vedere il sorriso sul suo volto. Un giorno scorse in un vicolo l'artefatto G-Liner, che oltre a poter rendere reale qualunque cosa disegnata venne scelto dall'UMA Information (dopo essere stata catturata dall'Unione) per conferire le informazioni di passato e futuro. A sua insaputa, tuttavia, Dio aveva imposto su G-Liner l'abilità Unknown, la quale, per impedirgli di comunicare questa conoscenza, negherà la stessa esistenza di Akira costringendolo a guardare impotente la disperazione della madre che lo credeva scomparso. Grazie alla conoscenza degli eventi del loop, Akira decise di utilizzarne i poteri per crearsi un alter ego chiamato Anno Un (久能 明?, An no un), con cui poteva aggirare le regole della sua abilità e trascrivere ciò che aveva visto nel manga A me, da te, la serie shōjo sci-fi di 101 volumi preferita di Fuuko. Una volta riusciti a mettersi in contatto, Akira utilizza un artiglio di Autumn per trasformare Andy in un libro così da permettere a lui e Fuuko di comprendere i propri poteri, riuscendo così a salvare la vita della ragazza che doveva morire per mano di Sean Datz e cambiando il futuro. Durante la battaglia contro Autumn sia Anno che G-Liner vengono distrutti dopo aver replicato Life is Strange per riportare Rip alla sua età originale, rendendo Akira ancora una volta impercettibile ma soddisfatto di aver salvato la vita di Fuuko e che i suoi nuovi amici non lo dimenticheranno mai. Nel loop finale Fuuko, sempre attingendo dagli indizi del suo manga, gli impedisce di prendere G-Liner, impedendogli di acquisire Unknown e permettendogli di vivere una vita normale pur raccontandogli di ciò che ha fatto nel ciclo precedente.
Lucy (ルーシー?, Rūshī)
Una ragazzina che Andy salva e fa amicizia durante la sua ricerca di Ruin. La sua abilità Unhealthy nega ogni forma di salute rendendola eternamente fragile e malata. Trascorrendo gran parte della sua vita in ambienti chiusi, ha sviluppato un'immaginazione molto attiva, e con l'aggiunta dell'UMA Ghost la usa per ottenere la proiezione astrale separando la sua anima dal corpo, insegnandola a Andy per aiutarlo contro Seal.
Victor (ヴィクトル?, Vikutōru)
Doppiato da: Yūichi Nakamura
Conosciuto anche come Victhor il "Dio della vittoria", è la seconda personalità di Andy che, a differenza sua, si presenta con lunghi capelli neri e più cicatrici, è spietato e uccide senza pietà, oltre ad avere una migliore padronanza di Undead. Verrà rivelato che è lui la personalità originale e che ha fondato l'Unione insieme a Juiz di cui è innamorato, conservando i ricordi di tutti i cicli precedenti poiché solo lui è in grado di sopravvivere al Ragnarok, ed è, quindi, vissuto per miliardi di anni. A un certo punto dell'attuale 100° loop cercò di uccidere Juiz, per porre fine alla sua sofferenza di vedere i suoi compagni morti nella lotta contro Dio, ma quest'ultima gli conficcò l'artefatto Remember sopra l'occhio sinistro resettandone i ricordi, i quali, cercando di non sparire tramite Undead, finirono per frammentarsi e crearono Andy. Inizialmente ostile nei confronti di Fuuko e Andy, fa pace con loro all'interno della sua psiche decidendo di credere nella fiducia che Juiz ripone in loro e vedere fin dove li porterà la loro determinazione. Durante il Ragnarok finale Andy spedisce metà della sua testa colpita da Death a Julia, la quale risveglia Victor dal suo subconscio permettendogli di unirsi temporaneamente alla battaglia, ma quando i due stanno di nuovo per riunirsi Rip usa Unrepair per dividerne l'anima rendendoli due individui distinti.
Apocalypse (黙示録?, Apokaripusu)
Doppiato da: Tomokazu Sugita
Conosciuto anche come il Libro delle Rivelazioni, è un artefatto senziente dalle fattezze di un libro dotato di un volto e il primo al mondo a essere scoperto. Agisce in congiunzione con l'Ark per dare all'Unione missioni da completare ogni tre mesi, sotto la minaccia di penalità che fanno avanzare il Ragnarok. Ha la capacità di generare UMA come ricompense o penalità. Possiede una personalità complessivamente ostile e sadica nei confronti dell'umanità e dei Negatori, in quanto è un servo molto leale di Dio, e cerca sempre di spaventare o minacciare le persone che gli parlano; tuttavia, tiene in massima considerazione le missioni. Nel loop finale si scopre che è sepolto sotto Stonehenge, e una volta sveglio inizia a frustrarsi del fatto che Fuuko salti le missioni costringendolo a generare ventisei UMA e avanzare di altrettanti anni come penalità, facente parte del suo piano di prevenire tutte le tragedie dei Negatori. Una volta che le Master Rules sono libere, Apocalypse viene influenzato dai poteri di Time per anticipare il Ragnarok per, poi, essere costretto da Soul a impedire a Julia di toccarlo affinché non ottenga Unjustice, ma la perseveranza della ragazza lo porta infine a lasciar trasparire le sue emozioni, rivelando come col tempo si sia affezionato a Juiz dopo averle sentito dire che le sue missioni, per quanto pericolose, rendevano le persone più forti e acconsentendo a donare alla ragazza i ricordi della sua precedente incarnazione.